# متحور بيتا
متحور بيتا (بالإنجليزية: Beta variant)‏ واسمه الكامل سارس-كوف-2 متحور بيتا (بالإنجليزية: SARS-CoV-2 Beta variant)‏؛ هو أحد تحورات فيروس كورونا المرتبط بالمتلازمة التنفسية الحادة الشديدة النوع 2، الفيروس المسبب لمرض فيروس كورونا 2019. اكتُشف هذا المتحوّر للمرة الأولى في جنوب أفريقيا وأبلغت عنه وزارة الصحة في البلاد في 18 ديسمبر 2020. أفاد الباحثون والمسؤولون أن انتشار الفيروس المتحور «501.في2» كان أعلى بين الشباب الذين لا يعانون من أمراض صحية مزمنة، مشيرين إلى أن «501.في2» مع ذلك لا يزال يشكل تهديدًا مرضيًا خطيرًا في الحالات التي يصيبها. أشارت وزارة الصحة في جنوب أفريقيا أيضًا إلى أن الفيروس المتحور قد يقود الموجة الثانية من جائحة فيروس كورونا في البلاد، نظرًا لانتشار الفيروس المتحور بوتيرة أسرع من قرائنه من سلالات الفيروس السابقة الأخرى.
لاحظ العلماء أن «متحور بيتا» يحتوي على العديد من الطفرات التي تسمح له بالارتباط بسهولة أكبر بالخلايا البشرية، بما في ذلك الطفرة المعروفة باسم N501Y التي ترتبط بسرعة انتشار الفيروس. اكتُشفت هذه الطفرة الخاصة أيضًا في أستراليا والمملكة المتحدة.

## اسمه
كان «متحور بيتا» يُعرف سابقًا باسم متحور بي 1.351 (بالإنجليزية: Lineage B.1.351)‏ وكان يُعرف سابقًا باسم: متحور 501.V2 (بالإنجليزية: 501.V2 Variant) ويُشار إليه باختصار باسم: «501.في2» أو «501.V2»، إلى أن أعيدت تسميته في 31 مايو 2021 من قبل منظمة الصحة العالمية، ليصبح باسم «متحور بيتا» بموجب نظام تسمية جديد أقرته المنظمة، التي أطلقت على متحورات كورونا أسماءً مماثلة بالاعتماد على أسماء أحرف الأبجدية اليونانية، وهدفت من ذلك تجنيب البلدان التي تظهر فيها متحورات كورونا لأول مرة مضار نسبة المتحور إليها بعد أن شاعت الأسماء المنسوبة جغرافيًّا في وسائل الإعلام للمتحورات الخمسة الأكثر انتشارًا عالميًّا، والمُصنفة ما بين متحورات قيد المراقبة والتحقيق أو مثيرة للانتباه أو مثيرة للقلق، مثل: المتحور البريطاني، المتحور الجنوب أفريقي (بيتا حاليًّا)، المتحور البرازيلي، المتحور النيويوركي، والمتحور الهندي، وهو ما دفع «وزارة الإلكترونيات والإعلام الهندية» أن تصدر تعميمًا يحظر ويُجرم تداول الاسم، بداعي «مكافحة نشر المعلومات الكاذبة التي تضر بسمعة البلاد». جاء في بيان «منظمة الصحة العالمية» أنها اعتمدت هذا النظام بعد استشارة الخبراء الذين أجمعوا على وضع أسماء جديدة، «تكون أسهل وأكثر عملية لمناقشتها من قبل الجماهير غير العلمية».